# Oliver Kieffer
Oliver Kieffer (Nanterre, 27 agosto 1979) è un ex pallavolista francese, di ruolo centrale.

## Carriera

### Club
La carriera di Oliver Kieffer inizia nel 1996 quando entra nelle giovanili del CASO Nanterre: nella stagione 1998-99 viene promosso in prima squadra che milita nella Pro B, dove resta fino al termine dell'annata 1999-00.
Esordisce in Pro A nella stagione 2001-02 grazie all'ingaggio da parte del Paris, a cui resta legato per quattro annate, vincendo la Supercoppa europea 2000, due Coppe di Francia, la Champions League 2000-01, tre scudetti consecutivi e la Supercoppa francese 2004.
Nella stagione 2005-06 si trasferisce allo Stade Poitevin, sempre in Pro A, con cui conquista il campionato 2010-11: a seguito di un'ernia del disco, al termine dell'annata 2011-12 annuncia il suo ritiro dall'attività agonistica.

### Nazionale
Ottiene le prime convocazioni nella nazionale francese nel 2002, conquistando, nello stesso anno, il bronzo al campionato mondiale. Nel 2003 vince la medaglia d'argento al campionato europeo, mentre l'anno successivo partecipa ai Giochi della XXVIII Olimpiade, chiusi al nono posto. Vince la medaglia d'argento sia alla World League 2006 che al campionato europeo 2009. Viene convocato per l'ultima volta in nazionale per il campionato mondiale 2010.

## Palmarès

### Club
- Campionato francese: 4

2000-01, 2001-02, 2002-03, 2011-12
- Coppa di Francia: 2

2000-01, 2003-04
- Supercoppa francese: 1

2004
- Champions League: 1

2000-01
- Supercoppa europea: 1

2000

### Premi individuali
- 2011 - Ligue A: Miglior centrale